# コンクリート

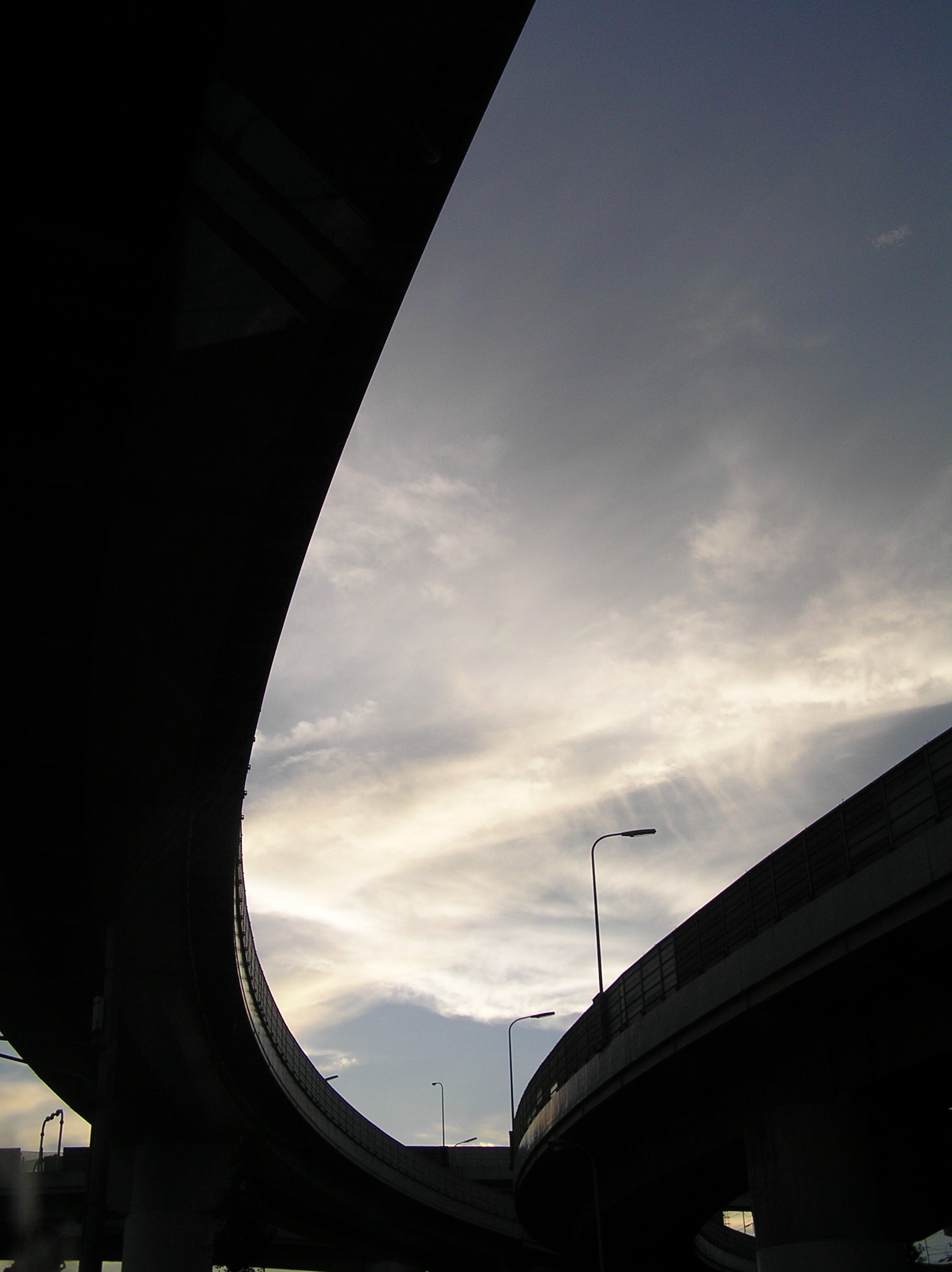
コンクリートを使った構造物、高速道路（阪神高速道路）

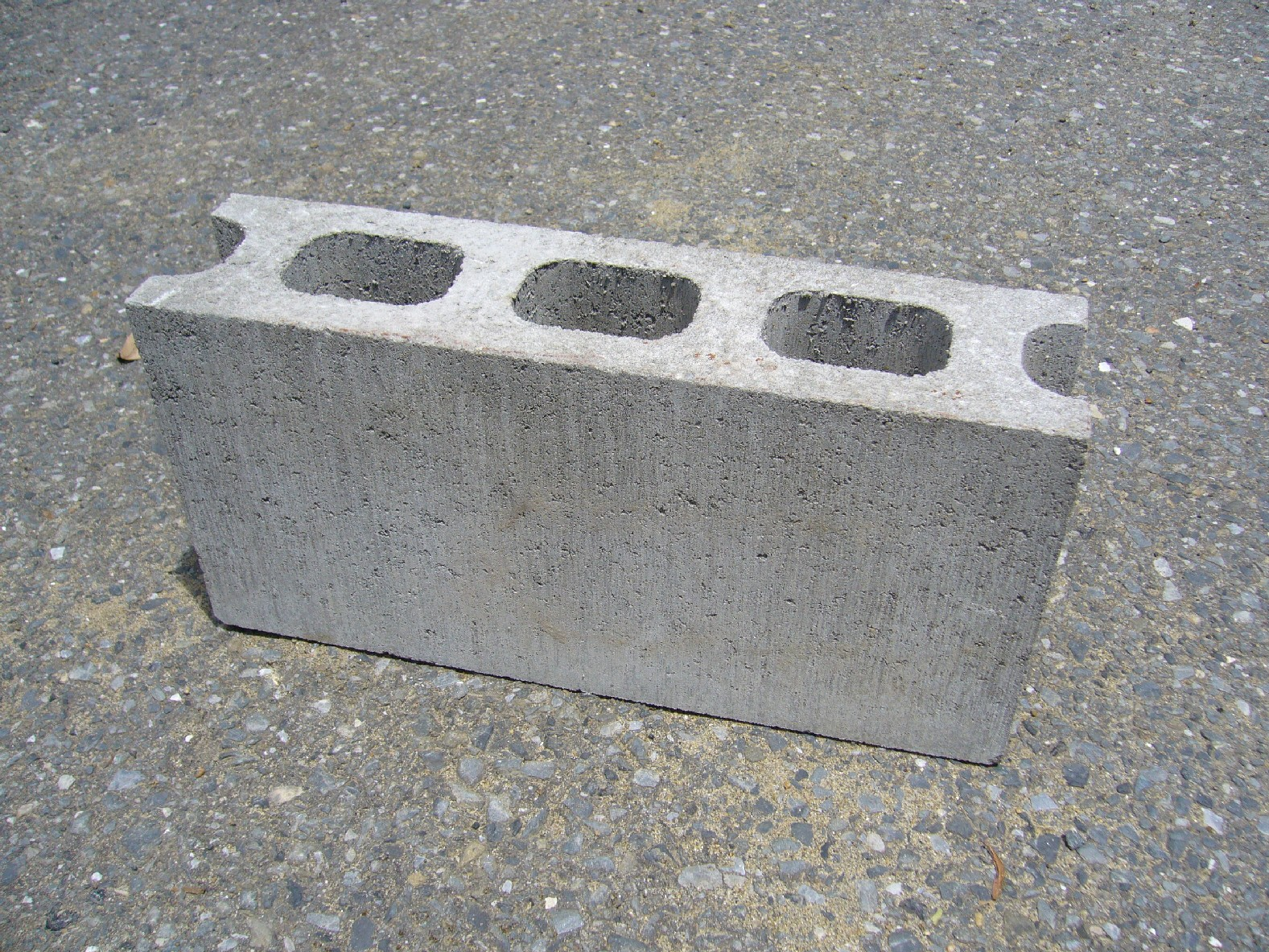
コンクリートブロック

コンクリート（英: concrete）は、広義には骨材を結合剤（セメント、石灰、石膏、アスファルト、硫黄、プラスチックなどを利用）によって固めた複合材料の総称。結合剤の種類によりセメントコンクリート、アスファルトコンクリート、レジンコンクリートなどという。狭義には結合剤にセメントを用い、骨材をセメントペースト（セメントに水を加えたペースト）で固めた複合材料（セメントコンクリート）をいう。
この項目では特にセメントコンクリートについて述べる。

## 概要

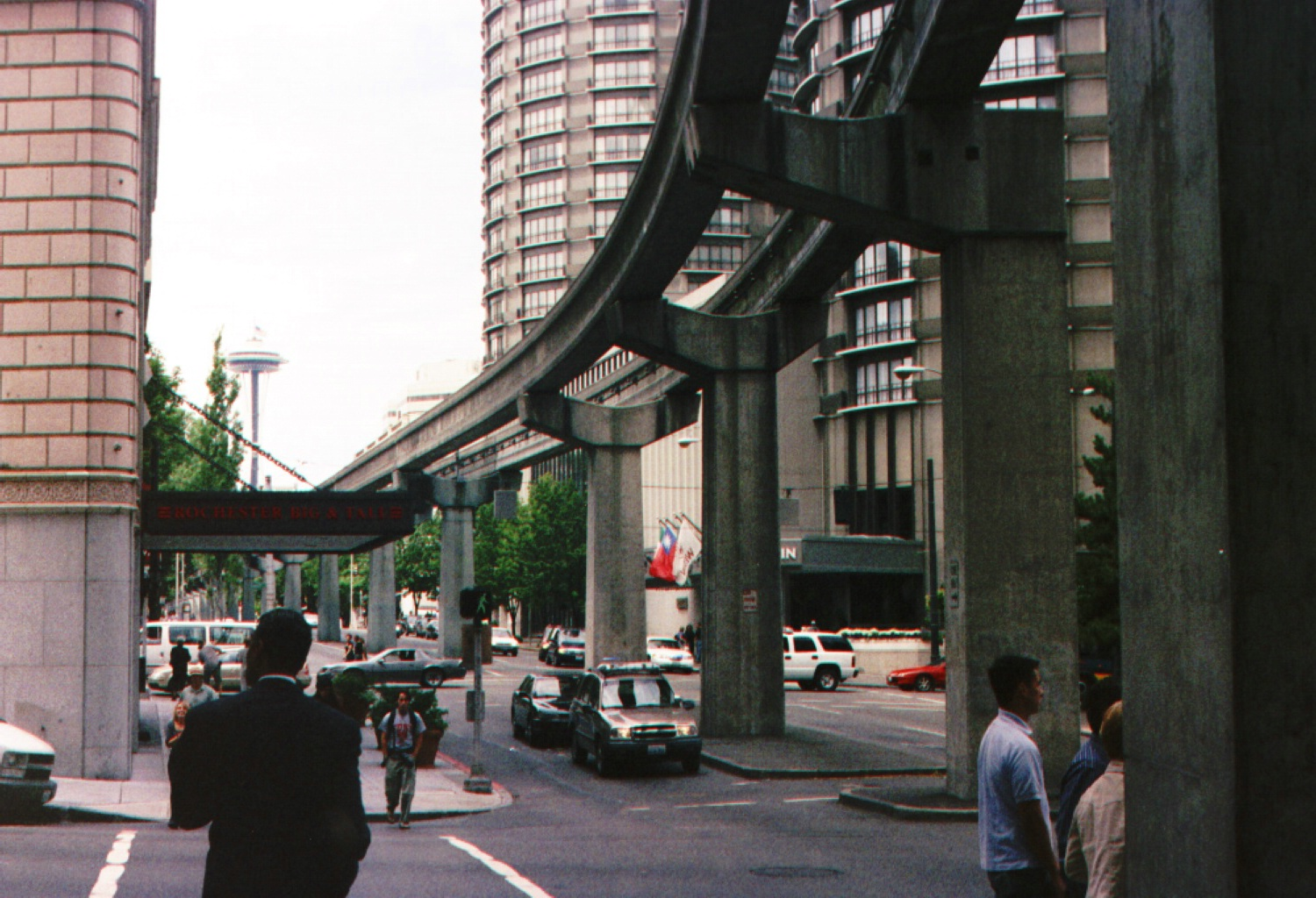
コンクリート製のモノレールの軌道（画面右手から奥へ伸びる。米国シアトル）

砂、砂利、水などをセメントで固めた物で建築土木工事の材料として多く利用される。コンクリートは鋼材とともに現代の建築・土木工事には不可欠な構造材料である。強度と価格の面や施工の安易さから、一般に最も広範に使用されている建築資材の一つであり、建築物、道路、ダム、高架橋、トンネル、港湾設備と用途は幅広い。
コンクリートはセメント、骨材（粗骨材や細骨材）、水および若干の空気泡からなる。コンクリートの場合は粗骨材（砂利や砕石）も細骨材（砂や砕砂）も用いられるのに対し、セメントペーストに細骨材の砂を練混ぜたものはモルタルと呼び区別する。
コンクリートは圧縮力には耐えられるが引張力には弱いため、コンクリートを単体で使うより、コンクリートの中に鉄筋を入れた鉄筋コンクリートとして使われることが多い。コンクリートと同じ熱膨張率を持つ鉄筋を入れることで引張力を鉄筋が受け持ち、どちらの力にも十分な強度を持たせることができる。
また、鉄筋コンクリートに鉄骨を埋め込んだ鉄骨鉄筋コンクリートや、鉄骨鉄筋コンクリートの鉄骨を鋼管に置き換えた鋼管コンクリート、あらかじめ圧縮力をかけておくことによって大きな引張力が作用しても軽減できるプレストレスト・コンクリート、生コンクリートに合成樹脂や鉄の繊維を混ぜ込んで強度・延性を増した繊維補強コンクリートも用いられる。

## 名称
現在は英語単語のカタカナ表記である「コンクリート」との表記を用いるのが一般的である。日本語圏では広井勇の発案であるとされる「混凝土」（コン・クリー・ト）という音訳表記も以前は広く用いられ、このまま「コンクリート」と読まれた。この漢字表記は、中国語圏では現在でも最も一般的なコンクリートの名称として用いられている。
コンクリートは、広義では砂や砂利、水などをセメントなどの糊状のもので結合させたものを指す。そのためセメントで結合させたものをセメントコンクリートと呼び、アスファルトで結合させたものをアスファルトコンクリートと呼ぶ。建築資材として一般にコンクリートと呼ばれるものはセメントコンクリートの方である（省略してコンクリ、CO、CONとも読み書きされる）。
別名ベトン（仏: béton、独: Beton、蘭: beton）。
凝固する以前の状態はフレッシュコンクリートと言われる（生コンクリートまたは省略して生コンとも）。

## 歴史

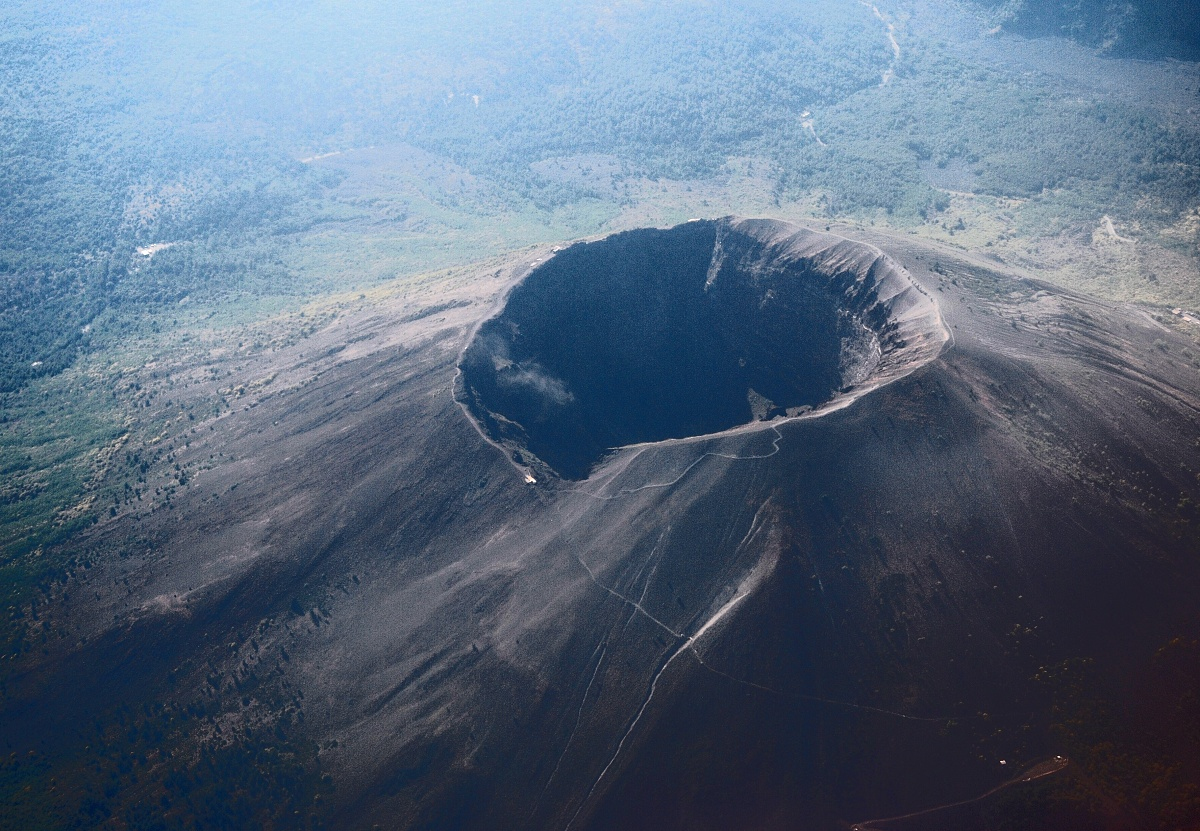
ヴェスビオス火山山麓にあった火山灰、石灰、砕石を混合したものが水中で硬化したことを発見したのがコンクリートの歴史の始まり。

歴史は古く、コンクリートに類似したものは古代エジプトにもあったが、ローマ人がヴェスビオス火山の山麓にあった火山灰「ポッツォリーナ」（Pozzolina）、石灰、砕石を混合したものが水中で硬化し、強度を増すことを先住民のエトルリア人から習い、橋、水道橋、伽藍など建築物や構造物、構築物に古代ローマ・コンクリートを多用した。ローマにある伽藍のドームは型枠すら使用されていた痕跡が確認されている。
ローマに現在も残るパンテオンは鉄筋を使用していないコンクリート建築としては世界最大級のコンクリート製ドームの墓であり、ローマン・コンクリートがむき出しの状態である。現在とは異なり、当時のローマではコンクリート壁をレンガなどで覆っていた。ローマ帝国で使用されたローマン・コンクリートは、生石灰、「ポッツオーリの土」とも称される火山灰、軽石を骨材に使用していた。それまでの石、レンガを使用した建築に対し、コンクリートは革命的な材料で、制限されない自由で斬新な設計が可能となり、アーチやヴォールト、ドーム形状などに素早く硬化して剛体となり、それまでの石・レンガ建築で問題であった内部の圧縮・引張りを気にする必要が薄れ、建築史を大きく塗り替えた。
最近の評価では、ローマン・コンクリートは現代使用されるポルトランドセメントと比較しても圧縮に対する強度は200  kg/cm2と大して変わらないが、鉄筋を使用していない分、引っ張りに対する強度ははるかに低かった。ローマン・コンクリートの骨材には細かく砕いた煉瓦などの瓦礫を主に使っていた。
古代ローマ帝国遺跡のコンクリートを調査した東北大学教授の久田真は、火山灰を混ぜることで緻密になり、耐久性が増したと分析している。北海道立総合研究機構北方建築総合研究所の谷口円は、劣化の原因となる二酸化炭素や塩分の染み込みを、火山灰が妨ぐことで耐用年数が長くなると推測している。ローマ帝国滅亡後の中世ヨーロッパでは大型建築物は石造となり、コンクリートが再び使われるようになったのは産業革命後である。
ローマ帝国でのローマン・コンクリート (Opus caementicium) は、生石灰、ポゾラン（「ポッツオーリの土」と呼ばれる火山灰）、骨材としての軽石から作られていた。ローマ建築に広く使われて建築史上の画期をなし、石やレンガに制限されない自由で斬新な設計の建築が可能となった。

古代ローマ人にとって、アーチやヴォールトやドームの形状を作ると内部の圧縮や引っ張りを考慮しなくてはならない石やレンガと違い、素早く固まって剛体になるコンクリートは画期的な素材だった。
一部での評価によると、ローマン・コンクリートは現代のポルトランドセメントを使ったコンクリートと比較しても、圧縮に対する強さは遜色がない程度になっている（約200 kg/cm2）。しかし、鉄筋が入っていないため、引っ張りに対する強さは遥かに低く、したがって使い方も異なる。

現代のコンクリート構造はローマン・コンクリートのそれと2つの重要な点で異なる。第一に固まる前の現代のコンクリートは流動的で均質であり、型枠に流し込むことができる。ローマン・コンクリートでは骨材として瓦礫を使うことが多く、手で積み重ねるようにして形成する必要があった。第二に現代のコンクリートは鉄筋を入れることで引っ張りに対する強さが強化されているが、ローマン・コンクリートにはそれがなく、コンクリート自体の引っ張りへの強さだけに依存していた。

ローマ建築ではコンクリートが多用されたため、今日も多くの建築物が残っている。ローマのカラカラ浴場などは、コンクリートの耐用寿命の長さを示している。古代ローマ人はローマ帝国の各地に同様のコンクリート建築を建設した。ローマ水道やローマ橋の多くは、コンクリートの構造を石で覆っており、同様の技法はコンクリート製ドームのあるパンテオンでも使われている。
コンクリートの製法は約13世紀の間失われていたが、1756年、イギリスの技術者ジョン・スミートンが水硬性石灰（骨材は小石やレンガの破片）を使用したコンクリートを考案した。1824年、ジョセフ・アスプディンがポルトランドセメントを発明し、1840年代初めには実用化している。以上が通説だが、1670年ごろ建設されたミディ運河でコンクリートが使われていることが判明している。
近年、環境問題が重視されてきていることから、コンクリートの成分に再生素材を使うことが多くなっている。例えば石炭を燃焼する火力発電所がだすフライアッシュなどである(フライアッシュコンクリートは水和熱の発生の緩和(そのためマスコンクリートに多く用いられる)、アルカリ骨材反応の防止効果もある。またフライアッシュを混和材として用いることはワーカビリティ向上に繋がる)。これにより、採石量を減らすとともに産業廃棄物の埋め立て量も減るという効果がある。
古代ローマや古代エジプトでも、コンクリートの素材に様々な添加物が使用されていた。彼らは火山灰を添加すると水によって固まる性質が生じることを発見した。また、ローマ人は馬の毛を混ぜると固まるときにひびが入りにくくなることや、血を混ぜると凍結に強くなることを知っていた。
現代の研究者も、コンクリートになんらかの素材を添加することで、強度や電気伝導性を高めるなど、コンクリートの性質を改善する実験をおこなっている。
戦場においてテロリストの脅威に対抗する目的でコンクリートの障壁が利用される事があり、コンクリートは現代の戦場で最も効果的な兵器であるとする意見がある。
第二次世界大戦以前の日本では、コンクリートは健康に悪いものとする風評が立った。1932年（昭和7年）、都新聞は白木屋火災の教訓として女性にズロースを履くよう訴える記事を掲載したが、記事中に「ズロースを履いていないと、混凝土（コンクリート）から呼ぶ湿気で一種独特の疾病に冒され妊娠率の低下は避けられない」とする記述も見られた。

## 材料
コンクリートの材料は、
- セメント
- 骨材
- 水
- 混和材料

であり、これらを施工のしばらく前に目標とする強度や耐久性、施工性などに応じて配合する。
コンクリートの強度は「水セメント比」で決まる。セメントに対する水の比率をある程度まで減ずることで、コンクリートの強度を高めることができる。流動性を確保しながら強度を高めるために、化学混和剤を用いて水を減らすことで高い強度を得る高強度コンクリートも多用されている。

### セメント
セメントは水と反応して硬化する鉱物質の粉末である。

### 骨材
コンクリートの骨格となる砂利、砂、砕石、砕砂などの材料を骨材という。
骨材には砂利や砂のような天然骨材と、砕石や砕砂など人工的に加工された骨材がある。
また、粒径による骨材の分類では、10mmふるいを全部通過し、5mmふるいを重量で85%以上通過する骨材を細骨材といい、砂や砕砂が細骨材にあたる。また、5mmふるいを重量で85%以上とどまる骨材を粗骨材といい、砂利や砕石が粗骨材にあたる。

### 混和材料
コンクリートの品質の改善や特殊な性質を持たせるためにコンクリートの打ち込み前に混合する材料を混和材料という。混和材料には少量添加する「混和剤」と使用量が比較的多くコンクリートの練上がり量に算入される「混和材」がある。

## 製造

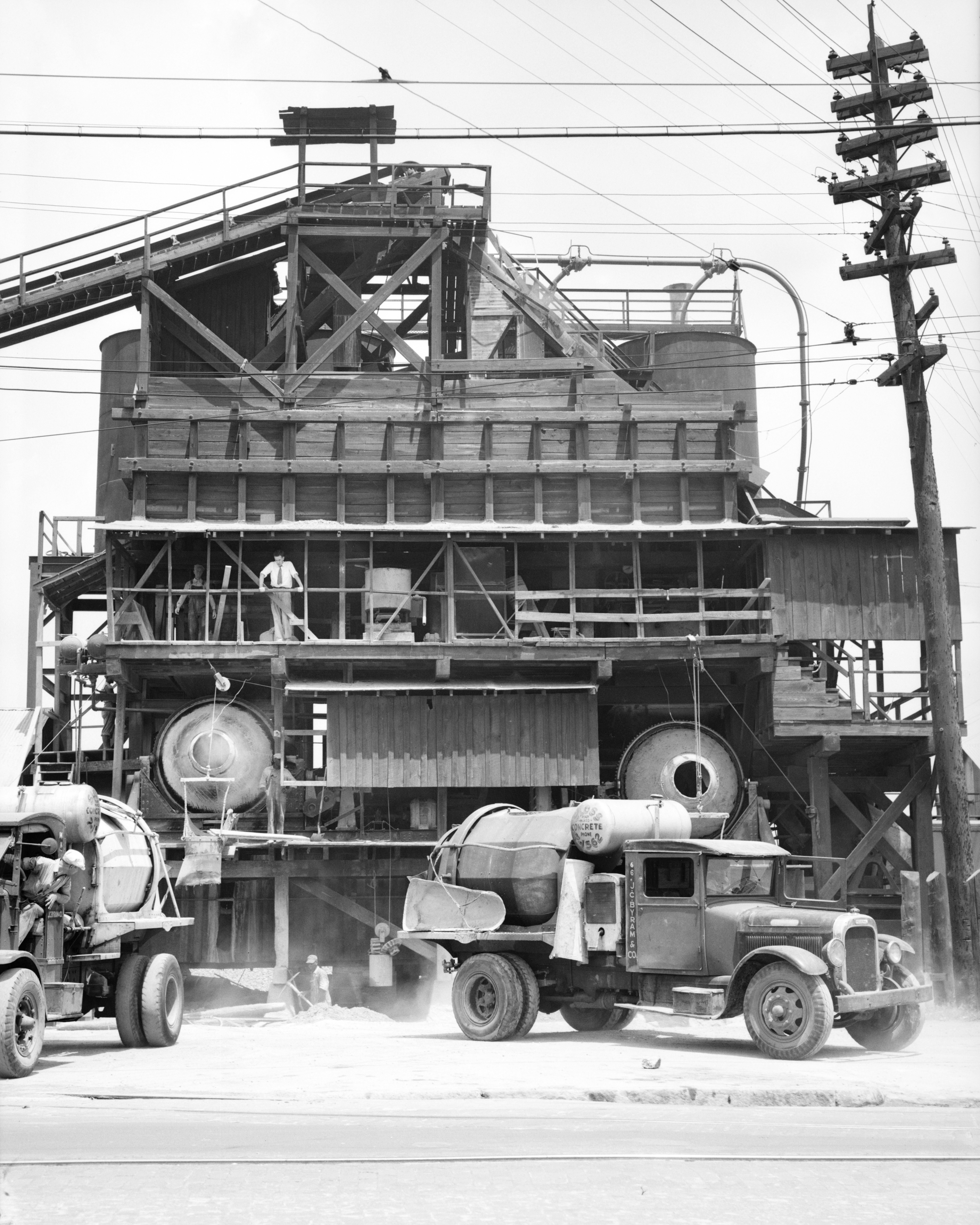
米国アラバマ州バーミングハムのコンクリート工場（1936年撮影）

コンクリートを材料を混合して生産する場所で分類すると、バッチャープラント（生コン工場）で生産される「レディーミクストコンクリート」(ready mixed concrete)と、建設現場で生産される「現場練りコンクリート」に大別される。一般に使われているのはレディーミクストコンクリートである。レディーミクストコンクリートはトラックミキサ（アジテータートラック、レディーミクストコンクリート運搬車）によって現場に運ばれる。現場練りコンクリートは、ごく少量か逆に非常に大量のコンクリートを必要とする場合に現場で混合されて作られる。ごく少量のコンクリートを必要とする場合は手作業や小型のミキサで練られ、非常に大量のコンクリートを必要とする場合は建設現場内にバッチャープラントと同様の、サイトプラントと呼ばれる施設を建設して行う。
現場練りコンクリートの調製にあたっては、たとえば医師が薬剤師に対して処方箋で薬剤の配合比率を指示するのと同じように、設計者から施工者に対してコンクリート材料の混合比を指示されることがある。設計者などによって仕様書などで行われるこれら混合比の指示を示方（しほう）といい、指示された配合割合を示方配合（しほうはいごう）という。

## 施工

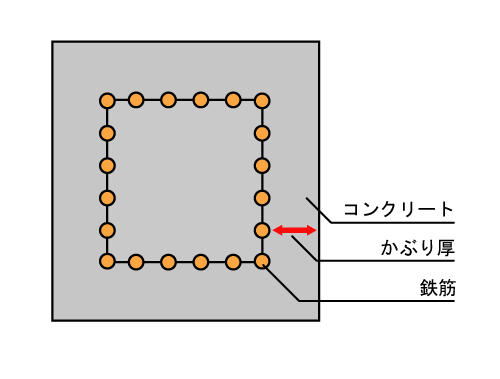
かぶり厚の図

### 型枠組み
コンクリートは固まるまでの形状を保つために型枠と呼ばれる仮設備を組んでおき、打込み後、硬化するまでの所定時間を型枠内で養生する必要がある。型枠組みは大規模になると「型枠工事」と呼ばれる。型枠は一般に「せき板」と呼ばれるコンクリートに接する板状部品とそれを直接支える「リブ」から構成され、これらの他にも型枠の支えとなる「横ばた」「縦ばた」が加わり、大規模な型枠ではこれに「根太」「大引」「支柱」といった支保工が加わる。せき板の内面には完成時にコンクリートが剥がれ易くするために油や樹脂が塗られる。せき板には合板が用いられることが多いが、アルミニウム、ステンレス、樹脂、紙、コンクリートが使われることもある。特殊なものでは、穴の空いたせき板の内面に布を張ることで余分な水や気泡が抜けるようにしたものや、あらかじめタイルをせき板の内面に貼り付けておくことで、後のタイル貼り作業を省くものもある。コンクリート壁などの施工では、Pコンや木コンと呼ばれる小さな部品とセパレータという金属棒で、両面のせき板の間隔を固定する方法が多く用いられる。

### 打込み
コンクリートの型枠への打設（打込み）の際には、コンクリートの均一性の確保と初期欠陥の防止が求められる。均一性の確保とは比重の異なる材料が分離することを防ぐことであり、そのためには常に攪拌しておき、打込み時に激しく落とさず打込み後も横移動させないようにすることである。

### 締固め
打込みの直後には十分な締固めを行い、未充填（空洞）、気泡、豆板（ジャンカ）、コールドジョイントなどが起きないようにする。締固め作業では、内部振動機や木づちによって内側や外側から適度な振動を与えることで、コンクリートを流動化させ、打込み時に行き渡らなかった隅々にまで流れるようにしながら、同時に、内部に含まれる空気の泡や余分な水分を浮かび上がらせる。十分な締固めを行うために、打込み時には40-50cm程の厚みまでの層状に積み重ねるようにして、厚みがある施工では打込みと締固めを何度も繰り返すことになる。
締固めが不足すると未充填箇所を生じてしまい、過剰な加振によって材料分離を生じることもある。さらに、凝固後に表面に多量の気泡状の孔を生じ強度や美観を損ねることになる。また、十分なかぶり（建築用語では「かぶり厚さ」）の確保が必要である。かぶりとは、鉄筋からコンクリート表面までの最短距離を指す。

### 仕上げ
ある程度凝結が進んだ段階で、美観的な意味や表面密度を高めて水密性を含む耐久性を高めるためにも、コンクリートの表面を平滑に仕上げる仕上げ作業が行われる。一般的には、スコップや鋤簾（じょれん）で荒均し（あらならし）を行い、木ゴテを使って凹凸を修正する。最後に金ゴテやエンジン式のトロウェル、バイブレータなどで仕上げを行う。
経験や作業員が足りないと水勾配が取れないどころか平坦にすらならない仕上がりになる。またコンクリート強度を上げすぎたり季節(夏場は凝固が早く進む)により仕上げが難しくなる。充填漏れや仕上げのしやすさから一概に「コンクリートは高強度がいい」と言えない点がある。

### 養生
コンクリートの凝結が適切に進むように保護する期間。一般的には散水養生が広く行われ表面乾燥と全体の熱を取る事で急速凝固を防ぐ事を目的とする。仕上げ後3～5時間ほどから行い1日数回、数日間水道ホースにて散水を行う。夏場は温度上昇が激しい為表面を流水するほど多く掛ける、型枠に散水し熱を下げるのもよい。しかし、表面の熱を急速に奪うとコンクリート内部との温度差により温度ひび割れが生じるため注意が必要である。むしろ、保温養生として散水あるいは湛水する場合も多い。
湿ったマットで表面を覆う湿潤養生を行う場合もある。大規模な施工では、内部の熱を逃がすための冷却管を使用することがあり、寒冷地での施工では氷点下となって内部の水が氷結・膨張するのを防ぐために保温することもある。
湿潤養生の期間として、土木学会は一般的なコンクリートで5日間、早強セメントの場合で3日間を示している。

### 管理された打継面
コンクリートは材料を混合した時点から凝結による固化が始まるため、その施工は迅速に行われなければならない。特に一度、打込み作業が始まった作業箇所ではコンクリートの層を短時間に積み上げてゆく事が求められるが、常にこの作業が無制限に続けられるとは限らず、時として計画的に作業は中断されることがある。このような場合に、次回の作業再開時に障害なく連続し繋がるように作られる面が「管理された打継面」であり、この管理された打継面を作るには、表面に浮いてくる余分なブリーディング水をレイタンスと呼ばれる不純物と共に洗い流して粗骨材を露出させておく方法や、一度固まった後でその表面を物理的に剥ぎ取ってレイタンスなどが含まれる表面層を取り去って粗骨材を露出させる方法がある。このような管理を行わずに固まったコンクリート面に次の打込み作業を行う打継ぎだけでは、コールドジョイントによる強度不足が生じる可能性が高い。
施工者の経験や技術によって、完成した製品の強度や仕上げの美しさに大きな違いが生じる。打放しコンクリートの建築物では、常に外気・水・日光、そして視線に晒されるので、業者の慎重な選定が必要となる。

## 耐久性

### 耐用年数
コンクリート構造物の供用年数は壁の厚さに比例しており、ヨーロッパ中世及び近世時代の城壁や太平洋戦争時の配筋も無い壁の厚さ2メートルを越える建築物は未だ現役である。しかし日本の旧建築基準で建築された壁厚0.31メートル程度の建造物は普通50-60年程度といわれており、高度経済成長期に大量に建設された構造物の維持・管理が21世紀の日本の大きな課題となる。
建設省が1998年にまとめた「建設省総合技術開発プロジェクト」の報告書によると、セメントに混入する水を50%以下まで減らし、鉄筋のかぶり厚を十分に取り、収縮や凍結を抑制する添加剤を加えることで、500年以上といった半永久的な耐久性を確保することが可能である。ただ、こうした施工を行うと工期が延びてコストも増大するため、そこまでの耐久性を想定して鉄筋コンクリート構造物を建設することは少ない。

### 変状種類
- 初期欠陥
  1. ジャンカ（豆板）
  2. コールドジョイント
  3. 内部欠陥
  4. 砂すじ
  5. あばた（表面気泡）
- 経年劣化
  1. ひび割れ
  2. 浮き
  3. 剥落
  4. 錆汁
  5. エフロレッセンス（遊離石灰析出）
  6. 汚れ
  7. すりへり
- 構造的変状
  1. たわみ
  2. 変形
  3. 振動

### 複合的要因による劣化事象
1. 中性化
2. 塩害
3. アルカリ骨材反応（アルカリシリカ反応・アルカリ炭酸塩反応・アルカリシリケート反応）
4. 凍害
5. 化学的腐食
6. 疲労
7. 風化・老化
8. 火災

### 劣化要因
コンクリートはメンテナンスフリーの材料と称される時代があったが、実際には様々な原因によって劣化を生じる。以下に主な劣化機構を挙げる。
- 荷重の増大と設計
  1. 社会的ニーズに伴い、重量や頻度などの疲労荷重が増大した
  2. 地震・波浪などの外力の解明が、かつては不十分であった
  3. 構造物設計時に過度に経済性を追求した
  4. 許容応力度の変化に象徴されるように、蓄積技術に変化が生じた
- 建築環境の影響
  1. 凍結防止剤、海水などに含まれる塩化物によって、塩化物イオンが鉄筋コンクリート中の鋼材を腐食させる（塩害）
  2. 二酸化炭素によって、コンクリートがアルカリから中性化し、鉄筋コンクリート中の鋼材の不動態被膜が失われる
  3. 温度・湿度の変化によって伸縮し、コンクリートにひび割れが入る
  4. 酸性雨によって、セメント水和物の化学変化による軟化や破壊が起こる
  5. その他、社会変化
- 材料の品質と選択
  1. アルカリ骨材反応によってある反応性物質が膨張し、コンクリートにひび割れを生じる
  2. セメントの品質
  3. 海産骨材の不適切な使用（洗浄の不十分な海砂を細骨材として用いるなど）により、塩化物イオンが大量にコンクリート中に含まれる
- 人員（現場作業員）の質
実際に施工する人員の工法にたいする無知、怠慢によるもの。

## 検査

### 施工時に行う検査
工事規模により必要性があれば受入検査として、要求品質の適合性確認として一般的にスランプ試験、空気量試験、塩化物量試験、後日試験の強度試験用の供試体の採取を行う。
小規模工事の場合、これら受入検査を割愛し、JIS適合性の確認のみの場合もある。

### 単位水量試験
耐久性能等の確認のために使用される試験方法で、打設されるコンクリートの水量を具体的数値にする検査。水セメント比により強度が決定される性質上、使用される水量が打設前に分かれば強度低下の危険性を従来より、より安全に回避することを目的として策定された。
現時点では一本化された試験方法が無く、様々な試験方法が立案されている(電子レンジ法、RI法、エアメーター法等)どれも一長一短があり、なおかつ同一試料で別々の試験を行った場合、違う数値となることもある、標準化を模索中の試験法である。

### 非破壊検査
非破壊検査には外観検査と内部検査とがある。
- 外観検査は、目視や写真、ビデオの撮影による外観の検査である。
- 内部検査は、超音波やX線、赤外線などを利用した内部の状態の検査である。

## 維持管理計画
初期点検、劣化予測、要求性能の評価・判定、対策、点検、記録をする必要がある。

## 特殊なコンクリート

### コンクリート自体が特殊なもの
一般的なコンクリート（普通コンクリート）以外に、以下のように特殊な目的に用いられるコンクリートがある。
高強度コンクリート高層建築や大スパン建築の実現のために開発された、普通コンクリートよりも強度の高いコンクリート。高強度コンクリートは設計基準強度は36N/mm2～、超高強度コンクリートでは60N/mm2超のものもある。超高層マンションの増加に寄与している。
硬化時に内部の気泡を減少させて密度を高めているが、近年地震時などの火災熱により内部の水分が気化膨張して破裂する「爆裂」の危険が指摘され（通常のコンクリートは気泡が水分の逃げ道となる）、2000年頃よりポリオレフィン系の繊維などを混入して高温時に水分の逃げ道を生じさせる対策が行われている。
遮蔽コンクリート鉛などの比重の大きな金属や高密度の骨材を用いるなどの方法で、放射線遮蔽機能を持たせたコンクリート。放射性廃棄物の容器、原子力施設の一部、核シェルターなどに用いられる。なお、コンクリート自体もガンマ線・中性子線等の遮蔽能力を有するが、遮蔽コンクリートはそれを更に強化したものである。重量コンクリートとも呼ばれる。
軽量コンクリート軽量骨材などを用いて普通コンクリートよりも密度を軽くしたコンクリート。普通コンクリートよりは強度が劣るとされる。強度をさほど必要とせず、重量を節減したいシンダーコンクリートなどの箇所に用いる。超軽量コンクリートの中には比重1.0以下で水に浮くようなものも開発されており、住宅の外壁材や防音材などに使用されている。ヘーベル板、パワーボード、ALCなどの名称で流通している。
緑化コンクリート直接植栽のできるコンクリートであり、屋上緑化や壁面緑化、河川の護岸工事等に用いられる。粗骨材の間に空隙を持たせ、根・空気・水が通るようになっている。
水密コンクリート高い水密性を求められるプール、水槽等に使用されるコンクリートである。

### 補強コンクリート
コンクリートと他の（通常、引っ張り強度が高い）素材との複合材料。コンクリート自体は普通であることが多い。
補強材で骨組みを作る鉄筋コンクリートが代表的だが、他に、混合するもの、塗布するもの、貼り付けるものなどもある。
鉄筋コンクリート
竹筋コンクリート
コンクリート充填鋼管構造 (CFT)
繊維補強コンクリート (FRC)合成繊維、スチール繊維、炭素繊維、ガラス繊維などを混入等したコンクリート。
スチール繊維補強コンクリート (SFRC)太さ0.5mm、長さ30mm程度の鋼繊維を混入するもので、コンクリートとの付着性もよく、靭性も得られる。また耐摩耗性や耐熱性にも優れているので路盤によく用いられている。
ガラス繊維補強コンクリート (GFRC, GRC)セメントモルタルを耐アルカリガラス繊維で補強したもので、曲げ強度、衝撃強度、靭性にすぐれ、自由な形状とする事が出来るため、外装パネルによく用いられている。
炭素繊維補強コンクリート (CFRC)直径15μの炭素繊維を混入するが、高価なため使用実績は少ない。

## 日本の生コンクリート
- 2009年に全国生コンクリート協同組合が公表した、2008年の日本の生コンクリートの生産量は約1億m3。ピークであった1990年の1億9800万m3からほぼ半減している。
- 生コンクリートの発注は、余裕を持って多めにされて現場に納品されるため、最低でもその1割ほどは余剰分となり「利用されず」持ち戻される。その余ったコンクリートを残コン・戻りコンといわれる。
- 残コンの殆どは生コンクリート工場に戻され、再利用もされずにそのまま産業廃棄物として処理される。その量を全国で足し合わせると，年間 150～200万m3にも及ぶ。